# Lissotriton graecus
Lissotriton graecus – gatunek płaza ogoniastego z rodziny salamandrowatych występujący endemicznie na Półwyspie Bałkańskim. Dorasta do 9 cm długości i z wyglądu przypomina traszkę zwyczajną. Okres godowy trwa od stycznia do maja, a do rozrodu dochodzi w zbiornikach wodnych. Gatunek najmniejszej troski (LC), w związku z rozległym zasięgiem występowania i dużymi rozmiarami populacji.

## Pozycjataksonomiczna
Do 2009 roku płaz ten uważany był za podgatunek traszki zwyczajnej (Lissotriton vulgaris), kiedy to Dubois i Raffaëlli nadali mu status osobnego gatunku. Obecnie w związku z unikalną pulą genową oraz z bardzo sporadycznym krzyżowaniem z traszką zwyczajną jego pozycja jako osobnego gatunku jest powszechnie akceptowana.

## Morfologia
Dorasta do 6–9 cm długości. Z wyglądu podobny do traszki zwyczajnej, od której różni się budową grzebienia (bardziej poszarpany u traszki zwyczajnej, gładki u L. graecus), bardziej wyraźnymi frędzlami skóry na tylnych stopach oraz obecnością długiej nitki na końcu ogona.

## Zasięg występowania i siedlisko
Endemit – występuje wyłącznie w zachodniej, południowej i południowo-wschodniej części Półwyspu Bałkańskiego. Spotykany w Dalmacji w środkowej Chorwacji, Bośni i Hercegowinie, Czarnogórze, a także w południowym Kosowie, Macedonii Północnej, Albanii, Grecji i Bułgarii. Występuje na wysokościach 0–1842 m n.p.m., a jego zasięg wynosi 150 000 km². Płaz ten zasiedla wiele rodzajów siedlisk, takich jak lasy liściaste i iglaste, łąki oraz obszary górzyste.

## Rozmnażanie
Okres godowy trwa od stycznia do maja. Do rozrodu i rozwoju larw dochodzi w stałych i okresowych zbiornikach wodnych, takich jak jeziora, stawy, bagna, strumienie, rowy czy kałuże.

## Status i ochrona
IUCN klasyfikuje L. graecus jako gatunek najmniejszej troski (LC) w związku z rozległym zasięgiem występowania oraz dużymi rozmiarami populacji. Jednakowoż prawdopodobnie populacja maleje. Populacjom w Czarnogórze zagrażają introdukowane drapieżne gatunki ryb. Ponadto płaz ten odławiany jest w celach edukacyjnych i hodowlanych. Zagrażać mu może również zmiana klimatu. Nie wiadomo, czy jest podatny na infekcje patogenicznego grzyba Batrachochytrium salamandrivorans. Płaz ten występuje na kilku obszarach chronionych. Ponadto chroniony jest przez ustawodawstwo krajowe (jako traszka zwyczajna) w Bośni i Hercegowinie, Czarnogórze, Albanii oraz Serbii. Zamieszczony jest również w czerwonych księgach Bułgarii (gdzie ma kategorię Vulnerable, Narażony) oraz Macedonii Północnej (kategoria Endangered, Zagrożony).